# 霊山寺 (高槻市)
霊山寺（りょうぜんじ）は大阪府高槻市にある高野山真言宗の仏教寺院。山号は鶴林山。本尊は不動明王。

## 歴史
寺伝によれば宝亀9年（778年）桓武天皇が箕面に行幸した際、箕面の美しい景観を光仁天皇の子開成皇子に伝え、それを耳にした開成皇子が山に入ると、箕面大滝の近くの所で、自然石が不動明王になり、この地に寺を開創するように告げられ、開創したと伝わる。また、本堂にある本尊の不動明王（通称一言不動）が開成皇子に寺の開創を告げた不動明王として祀られている。
永禄12年（1569年）に作られた『室町幕府奉行人連署寺領安堵状』には、安土桃山時代から江戸時代にかけて寺領24町を有したと記されており、勝尾寺や神峯山寺などと並び山岳修行の聖地として広く庶民に知られるようになった。しかし、天正（1573年-1592年）の頃、高山右近による戦火にあい、本堂などが全焼し、壊滅的な被害を負ったが当時の住職達が不動明王などの仏像を守った。その後、慶長（1596年-1615年）の頃に見事復興を成し遂げた。

## 境内
- 本堂 - 本尊不動明王を祀る。一言願いを言うと叶えられると信じられてきたため、一言不動と呼ばれている。
- 薬師堂 - 薬師如来立像、十二神将像を祀っている。
- 鐘楼（時計堂） - 平成13年（2001年）に奉納されており、境内で唯一新しい建造物である。

## 前後の札所
摂津国八十八箇所霊場
48 地蔵院　-　49 霊山寺　-　50 大門寺

## 所在地・アクセス
- 〒569-1052 大阪府高槻市霊仙寺町1-11-1
  - JR京都線高槻駅下車、「JR高槻駅北」バス停より高槻市営バス70系統「関西大学」行き乗車、「霊仙寺」バス停下車、徒歩5分
  - JR京都線摂津富田駅下車、「JR富田駅」バス停より高槻市営バス71系統「関西大学」行き、又は73系統「萩谷」行き、75系統「萩谷総合公園」行きに乗車、「霊仙寺」バス停下車